# Mathieu Orsini
 (janvier 2020).
Si vous disposez d'ouvrages ou d'articles de référence ou si vous connaissez des sites web de qualité traitant du thème abordé ici, merci de compléter l'article en donnant les références utiles à sa vérifiabilité et en les liant à la section « Notes et références ».
L'abbé Mathieu Orsini (1802-1875) est un écrivain ecclésiastique français d'origine corse. 

## Biographie
Né à Pastoreccia, alors commune à part entière depuis rattachée à Castello-di-Rostino, en Corse, le futur abbé Mathieu Orsini a été éduqué par le clergé insulaire mais va parcourir sa carrière ecclésiastique comme prêtre du diocèse de Paris. Il est vicaire à l'église Saint-Jacques-du-Haut-Pas puis à Saint-Thomas-d'Aquin. Il est ensuite curé de Drancy. Il devient premier chapelain de Saint-Louis-des-Invalides le 14 janvier 1863.
C'est un littérateur infatigable, rédacteur en chef du Moniteur de la religion, polémique contre les ennemis de l'Église, notamment Ernest Renan ; il est récompensé par diverses charges honorifiques tant par des évêques que par le pape Grégoire XVI qui le nomme protonotaire apostolique honoraire en 1840.
Dès 1848 il est un proche du Prince-Président dont il est l'aumônier officieux. et il est un des premiers membres de la Société du Dix-Décembre. Il est candidat à la députation  en 1848 à Paris et en 1849 en Ille-et-Vilaine comme bonapartiste modéré. Cependant il est mal à l'aise avec la politique italienne de Napoléon III et la condamne dans une brochure.
L'abbé Orsini joue un rôle actif dans diverses sociétés de secours ou philanthropiques, notamment en direction des corses et des blessés militaires, et il soigne les blessés en 1870-71. Il avait acquis en son temps une notoriété internationale et certaines de ses œuvres avaient été traduites en plusieurs langues. Il était membre de l'Institut historique de France.
L'abbé Orsini meurt à Paris (11e) en son domicile le 12 juillet 1875. Son oraison funèbre indique qu'il était chevalier dans l'Ordre national de la Légion d'honneur et avait reçu diverses décorations étrangères.

## Œuvre
Sa bibliographie compte au moins trente-huit ouvrages recensés par la Bibliothèque nationale de France ; il avait atteint la notoriété internationale grâce à :
- La Vierge, histoire de la mère de Dieu, d'esprit presque romantique.
- La Bible des familles, version tronquée et expurgée de la Bible de Sacy.